# جمال‌آباد نظامیوند
جمال‌آباد نظامیوند یا نظامیوند، روستایی در دهستان جمال‌آباد بخش لوشان شهرستان رودبار در استان گیلان ایران است.

## زبان
زبان مادری مردم روستا لری می باشد،ولی امروزه گویش فارسی معیار میان آنها رایج تر است.

## جمعیت
بر پایه سرشماری عمومی نفوس و مسکن در سال ۱۳۹۵، جمعیت این روستا برابر با ۴۴۷ نفر (۱۳۱ خانوار) بوده است.